# Mormolyca
Mormolyca é um género botânico pertencente à família das orquídeas (Orchidaceae). Foi proposto por Fenzl em Denkschriften der Kaiserlichen Akademie der Wissenschaften. Mathematisch-naturwissenschaftliche Klasse 1: 253, em 1850. A Mormolyca lineolata Fenzl, considerada sinônimo da Mormolyca ringens (Lindl.) Gentil, é sua espécie tipo. O nome do gênero é uma referência ao estranho aspecto de suas flores.
O gênero, muito próximo a Maxillaria, era constituido por oito espécies epífitas, de crescimento cespitoso, que existem na América Central, Amazônia e sudeste brasileiro, cujo centro de dispersão pode ser considerado o Peru. Apenas uma espécie obscura era tradicionalmente registrada para o Brasil.
Mormolyca podia ser diferenciada de Maxillaria por apresentar inflorescência muito longa, quase da altura das folhas, com um apequena flor solitária de segmentos livres e espalmados, cujas sépalas laterais em regram apresentam-se paralelas, apontando para baixo.
Caracterizam-se ainda por apresentarem pseudobulbos carnosos, elípticos, aglomerados, com apenas uma folha apical. flores de labelo trilobado, laterais pequenos e eretos, mediano grande articulado e quase tão móvel quanto em algumas espécies de Bulbophyllum, e coluna levemente arqueada, sem apêndices, delgada e com pé muito curto na base, bastante espessa na parte terminal, com antera apical contendo quatro polínias.
Em 2008, foi publicado um amplo trabalho com a revisão do gênero Maxillaria baseado tanto na filogenia como em caracteres morfológicos. Neste trabalho se propõe a inclusão das espécies pertencentes ao clado da Maxillaria rufescens, Maxillaria sect. Rufescens Christenson, ao gênero Mormolyca, aumentando o número de espécies classifcadas neste gênero para vinte quatro e o número de espécies nativas do Brasil para três.
Com isto a circunscrição do gênero foi ampliada para incluir mais espécies e a descrição alterada nos seguintes pontos:
Pseudobulbos de textura miudamente verrucosa abrigados por baínhas não foliares; uma das espécies, Mormolyca polyphylla, apresenta três folha apicais em vez de uma e baínhas foliares protagendo longos pseudobulbos; inflorescências curtas, além de longas; as flores não tem constituição fibrosa e quebram facilmente; o rizoma pode ser curto ou longo; o labelo das espécies provenientes de Maxillaria apresenta um grupo de tricomas glandulares no calo.

## Espécies

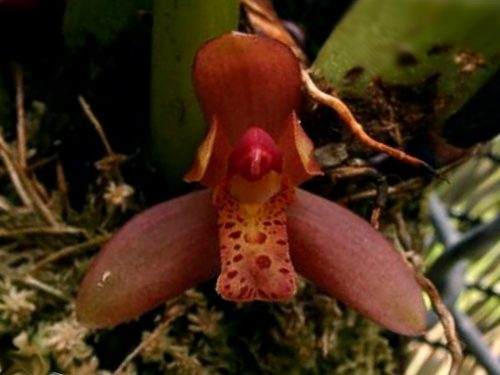
Mormolyca rufescens
Espécie muito variável, dispersa por enorme área de diversos países, que agora foi subordinada ao gênero Mormolyca.

1. Mormolyca acutifolia  (Lindl.) M.A.Blanco, Lankesteriana 7: 531 (2007)
2. Mormolyca aureoglobula  (Christenson) M.A.Blanco, Lankesteriana 7: 531 (2007)
3. Mormolyca aurorae  D.E.Benn. & Christenson, Lindleyana 13: 74 (1998)
4. Mormolyca calimaniana  (V.P.Castro) F.Barros & L.R.S.Guim., Neodiversity 5: 32 (2010)
5. Mormolyca chacoensis  (Dodson) M.A.Blanco, Lankesteriana 7: 531 (2007)
6. Mormolyca cleistogama  (Brieger & Illg) M.A.Blanco, Lankesteriana 7: 531 (2007)
7. Mormolyca culebrica  Bogarín & Pupulin, Orchid Digest 74: 44 (2010)
8. Mormolyca dressleriana  (Carnevali & J.T.Atwood) M.A.Blanco, Lankesteriana 7: 531 (2007)
9. Mormolyca fuchii  J.T.Atwood, Selbyana 2: 343 (1978)
10. Mormolyca gracilipes  (Schltr.) Garay & Wirth, Canad. J. Bot. 37: 482 (1959)
11. Mormolyca hedwigiae  (Hamer & Dodson) M.A.Blanco, Lankesteriana 7: 531 (2007)
12. Mormolyca lehmanii  (Rolfe) M.A.Blanco, Lankesteriana 7: 531 (2007)
13. Mormolyca moralesii  (Carnevali & J.T.Atwood) M.A.Blanco, Lankesteriana 7: 531 (2007)
14. Mormolyca peruviana  C.Schweinf., Amer. Orchid Soc. Bull. 13: 196 (1944)
15. Mormolyca polyphylla  Garay & Wirth, Canad. J. Bot. 37: 485 (1959)
16. Mormolyca pudica  (Carnevali & J.L.Tapia) M.A.Blanco, Lankesteriana 7: 531 (2007)
17. Mormolyca richii  (Dodson) M.A.Blanco, Lankesteriana 7: 531 (2007)
18. Mormolyca ringens  (Lindl.) Gentil, Pl. Cult. Serres Jard. Bot. Brux.: 124 (1907)
19. Mormolyca rufescens  (Lindl.) M.A.Blanco, Lankesteriana 7: 531 (2007)
20. Mormolyca sanantonioensis  (Christenson) M.A.Blanco, Lankesteriana 7: 531 (2007)
21. Mormolyca schlimii  (Linden & Rchb.f.) M.A.Blanco, Lankesteriana 7: 531 (2007)
22. Mormolyca schweinfurthiana  Garay & Wirth, Canad. J. Bot. 37: 485 (1959)
23. Mormolyca sotoana  (Carnevali & Gómez-Juárez) M.A.Blanco, Lankesteriana 7: 531 (2007)
24. Mormolyca suareziorum  (Dodson) M.A.Blanco, Lankesteriana 7: 531 (2007)
25. Mormolyca tenuibulba  (Christenson) M.A.Blanco, Lankesteriana 7: 531 (2007)
26. Mormolyca vanillosma (Christenson) J.M.H.Shaw, Orchid Rev. 118(1290, Suppl.): 41 (2010)